# Żylna choroba zakrzepowo-zatorowa
Żylna choroba zakrzepowo-zatorowa (ang. venous thromboembolism) – choroba charakteryzująca się występowaniem zakrzepicy żył głębokich oraz zatorowości płucnej.
Jej główne objawy to obrzęk i ból kończyny unaczynionej zajętą przez zakrzepicę żyły, a także ból w klatce piersiowej, krwioplucie i duszność, które wywołane są przez zatorowość płucną. W skrajnych przypadkach może wystąpić ciężka hipoksja. Leczenie polega na podawaniu dożylnym heparyny, a następnie leków doustnych zawierających warfarynę lub inne antagonisty witaminy K przez okres od 3 do 6 miesięcy.

## Klasyfikacja ICD10
| kod ICD10   | nazwa choroby                            |
| ----------- | ---------------------------------------- |
| ICD-10: I80 | Zapalenie żył i zakrzepowe zapalenie żył |
| ICD-10: I26 | Zatorowość płucna                        |